# Turbogenerátor

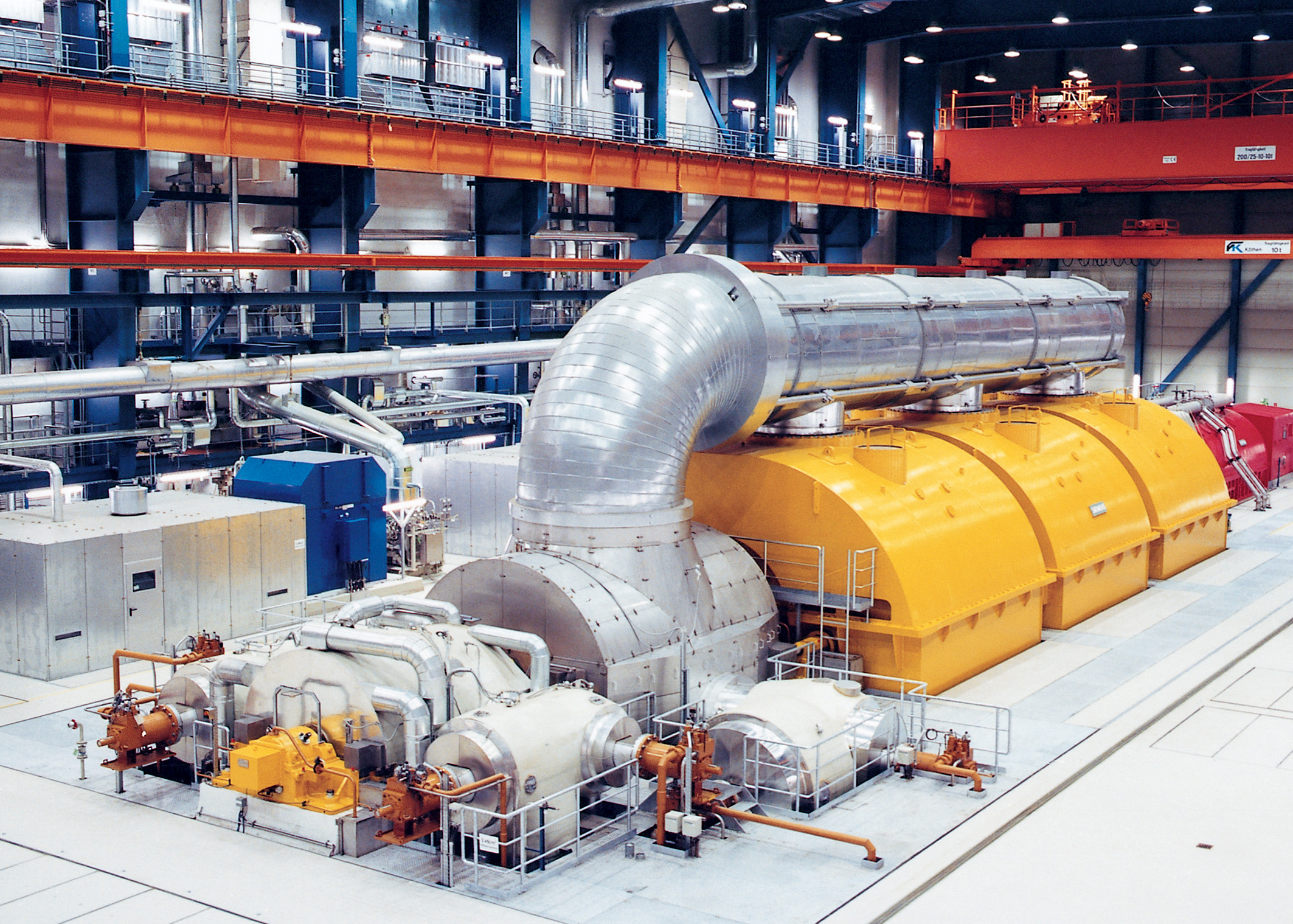
Turbogenerátor Siemens

Turbogenerátor je elektromechanické soustrojí (což je konkrétní případ tzv. turbosoustrojí), složené obvykle z poháněcího točivého mechanického stroje – turbíny a elektrického generátoru (což je hnaný stroj). Oba dva stroje bývají navzájem propojeny společným hřídelem. V běžných elektrárnách se obvykle jedná o spojení parní turbíny a alternátoru. Soustrojí zde slouží k přeměně tepelné a mechanické energie odebírané ze zahřáté vodní páry (a přenášené společným hřídelem) v turbíně na elektrickou energii vyráběnou v alternátoru. Existují malé turbogenerátory s výkonem od několika stovek wattů (používané například pro osvětlování parních lokomotiv) až po velké turbogenerátory pracující v řádech gigawatt (kupř. v jaderné elektrárně).